# جائحة فيروس كورونا في إريتريا
توثق هذه المقالة آثار جائحة الفيروس التاجي 2019-2020 في إريتريا، وقد لا تتضمن جميع الاستجابات والتدابير والإجراءات الرئيسية حتى الآن.

## خلفية
في 12 يناير 2020، أكدت منظمة الصحة العالمية (WHO) أن فيروس تاجي جديد كان سببًا لمرض تنفسي لمجموعة من الأشخاص في مدينة ووهان، مقاطعة خوبي، الصين، والذين كانوا قد لفتوا انتباه منظمة الصحة العالمية في البداية في 31 ديسمبر 2019. رُبطت هذه المجموعة في البداية بسوق هوانان للمأكولات البحرية بالجملة في مدينة ووهان. ومع ذلك، فإن بعض الحالات الأولى التي أظهرت نتائج مختبرية لا صلة لها بالسوق، فمصدر الوباء غير معروف.
على عكس السارس لعام 2003، كانت نسبة إماتة الحالات لـ كوفيد-19  أقل بكثير، لكن انتقال العدوى كان أكبر بكثير، مع إجمالي عدد الوفيات. عادة ما يظهر كوفيد-19 في حوالي سبعة أيام بأعراض شبيهة بالإنفلونزا يُظهرها بعض الأشخاص حيث تتطور إلى أعراض الالتهاب الرئوي الفيروسي الذي يتطلب الدخول إلى المستشفى. اعتبارًا من 19 مارس، أصبح كوفيد-19 يُصنف على أنه «مرض معدي عالي الأثر».

## الجدول الزمني
في 21 مارس 2020، أُكدت أول حالة في إريتريا، وهو مواطن إريتري وصل إلى مطار أسمرة الدولى قادما من النرويج.
في 9 أبريل، سجلت إريتريا إصابتين جديدتين بفيروس كورونا الجديد وهما ل مواطنين إريتريين عمرهما 30 و62 عاما عادا إلى البلاد قبل حظر الرحلات الجوية، ليرتفع إجمالي الإصابات بالبلاد إلى 33 حالة.

## التدابير الوقائية
وكتدبير احترازي، حثت الحكومة الناس على عدم السفر إلى البلاد أو منها، وسوف تفرض الحجر الصحي على أي مسافر قادم وصل مؤخراً إلى الصين أو إيطاليا أو كوريا الجنوبية أو إيران.
في 10 أبريل، فرضت الحكومة الإريترية البقاء في المنازل لجميع المواطنين لمدة 21 يوما لمواجهة تفشي فيروس كورونا.